# يوجين خان
يوجين خان (بالألمانية: Eugen Kahn)‏ هو طبيب نفسي وعالم نفس ألماني، ولد في 20 مايو 1887 في شتوتغارت في ألمانيا، وتوفي في 19 يناير 1973 في هيوستن في الولايات المتحدة.